# Hosur, Turuvekere
Hosur là một làng thuộc tehsil Turuvekere, huyện Tumkur, bang Karnataka, Ấn Độ.